# Финляндский 14-й стрелковый полк
14-й Финляндский стрелковый полк — пехотная воинская часть Русской императорской армии.  Входил в 4-ю Финляндскую стрелковую бригаду (с 08.05.1915 — дивизию) (Улеаборг, 22-й армейский корпус).
Полковой праздник — ?
Место постоянной дислокации — г. Таммерфорс, Великое княжество Финляндское.

## История
Сформирован Высочайшим приказом от 1 марта 1914 в составе двух батальонов из 8-рот выделенных по одной из 89, 90, 91, 92, 145, 146, 147 и 148 пехотных полков.
Роты, выделяемые из этих полков определялись якобы по жребию на усмотрение самих командиров полков (и по крайней мере из 145-го полка «жребий» «почему-то» выпал на худшую из 16-ти рот части. Впрочем кому хотелось менять столичный Петербург, где стоял 145-й полк на финские задворки...).
Фактическое сведение рот в полк произошло в мае 1914.
На фронте полк с сентября 1914 года (Первая Августовская Операция).

## Особенности
Наряду с прочими полками 4-й Финляндской стрелковой бригады являлся последним из довоенных планово сформированных полков Российской Императорской Армии мирного времени.
К началу первой мировой ни полк, ни бригада в целом не имели ни одного артиллерийского орудия — штатного дивизиона артиллерии в 4-й Финляндской бригаде сформировано еще не было (4-й Финляндский стрелковый артиллерийский дивизион сформирован только в ноябре 1914), а полковой или батальонной артиллерии довоенными штатами не предусматривалось вовсе.

## Командиры
- 02.04.1914 — 08.05.1916 — полковник Иванов Петр Иванович.
- 08.05.1916 — 27.05.1917 — полковник Давыдов, Сергей Александрович
- 27.05.1917 — хх.хх.хххх — полковник Борисенко, Иван Николаевич

## Знаки отличия
Простое знамя без надписи пожалованное в марте 1914.